# Lúcio Antônio (neto de Marco Antônio)
Lúcio Antônio Africano foi um neto de Marco Antônio e, possivelmente, o último dos Antonii.

## Família
Lúcio Antônio era filho de Lúcio Antônio, cognominado Africano, e sua esposa Marcela. Seu pai era filho de Marco Antônio e Fúlvia, havia sido cônsul com Quinto Fábio Máximo e, após se envolver em adultério com Júlia, filha de Augusto, foi executado.

## Vida
Ele foi enviado, por Augusto, a Marselha, com o pretexto de melhorar seus estudos. Ele morreu em 777 ab urbe condita, sendo o último dos Antonii, a menos que seja considerado que ele teve um filho, Sexto Antônio Africano, citado por Tácito.